# Municipio de Wilson (condado de Stone)
El municipio de Wilson (en inglés: Wilson Township) es un municipio ubicado en el condado de Stone en el estado estadounidense de Arkansas. En el año 2010 tenía una población de 198 habitantes y una densidad poblacional de 3,79 personas por km².

## Geografía
El municipio de Wilson se encuentra ubicado en las coordenadas 35°43′40″N 91°57′52″O / 35.72778, -91.96444. Según la Oficina del Censo de los Estados Unidos, el municipio tiene una superficie total de 52.2 km², de la cual 52,15 km² corresponden a tierra firme y (0,1 %) 0,05 km² es agua.

## Demografía
Según el censo de 2010, había 198 personas residiendo en el municipio de Wilson. La densidad de población era de 3,79 hab./km². De los 198 habitantes, el municipio de Wilson estaba compuesto por el 97,98 % blancos, el 2,02 % eran amerindios. Del total de la población el 0 % eran hispanos o latinos de cualquier raza.